# Costifrons parvidens
Costifrons parvidens là một loài tò vò trong họ Ichneumonidae.